# Cotoneaster dammeri
Espèce
Classification phylogénétique
Cotoneaster dammeri, le Cotonéaster de Dammer, est une espèce de plantes à fleurs de la famille des Rosaceae. C'est une plante originaire de Chine centrale et méridionale (Gansu, Guizhou, Hubei, Sichuan, Tibet et Yunnan) et naturalisée en Europe. Elle est utilisée comme plante ornementale.

## Description
Ce cotonéaster est un arbrisseau à feuilles persistantes, à croissance rapide et aux branches rampantes. Il atteint 30  à   40 cm de hauteur. Les feuilles, d’environ 8  à   20 mm de long, sont elliptiques et coriaces, avec des pointes très fines et des bords entiers. La surface est brillante et vert foncé tandis que le dessous est gris-vert. Les feuilles deviennent pourpres à l'automne. Les fleurs, parfumées, sont généralement uniques ou réunies par deux ou par trois dans l'aisselle des feuilles. Elles sont blanches avec des côtés extérieurs roses, d’environ 4  à   5 mm de diamètre, avec une vingtaine d’anthères violettes et d’étamines. La période de floraison s'étend de mai à juin. Les fruits sont des baies rouge vif subglobuleuses, d’environ 6  à   7 mm de diamètre, et ils résistent bien jusqu’en hiver. Le système racinaire est constitué de racines finement ramifiées et très peu profondes. Les branches forment des racines au niveau des nœuds quand elles touchent le sol.

## Habitat
Cotoneaster dammeri pousse dans des régions montagneuses, au flanc des falaises et dans les forêts mixtes ouvertes, sur des sols secs et calcaires, à des altitudes entre 1 300 et 4 000 mètres.

## Cultivars[1]
- Cotoneaster dammeri 'Radicans' est  un arbuste rampant (hauteur 20 à 25 cm) à petites feuilles ovales persistantes et à fruits rouge corail.
- Cotoneaster dammeri 'Skogholm' est un arbuste vigoureux (hauteur 0,60 m à 1 m.) à port étalé, mais peu florifère.
- Cotoneaster dammeri 'Royal beauty' est un arbuste de petite taille (0.60 m à 1 m.) à port étalé et généreusement couvert de fruits en automne.

## Galerie

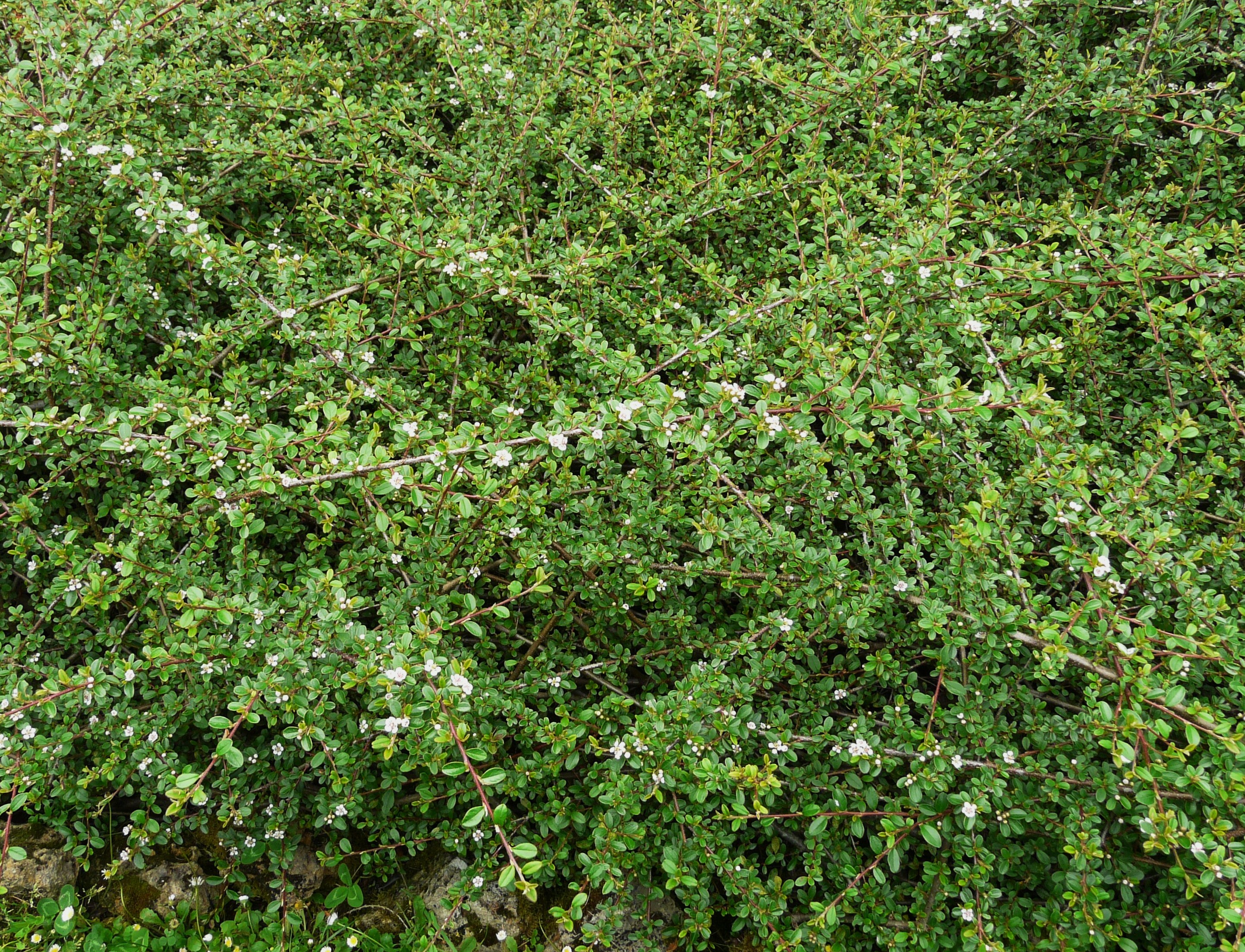
Massif de Cotoneaster dammeri : un enchevêtrement de rameaux.
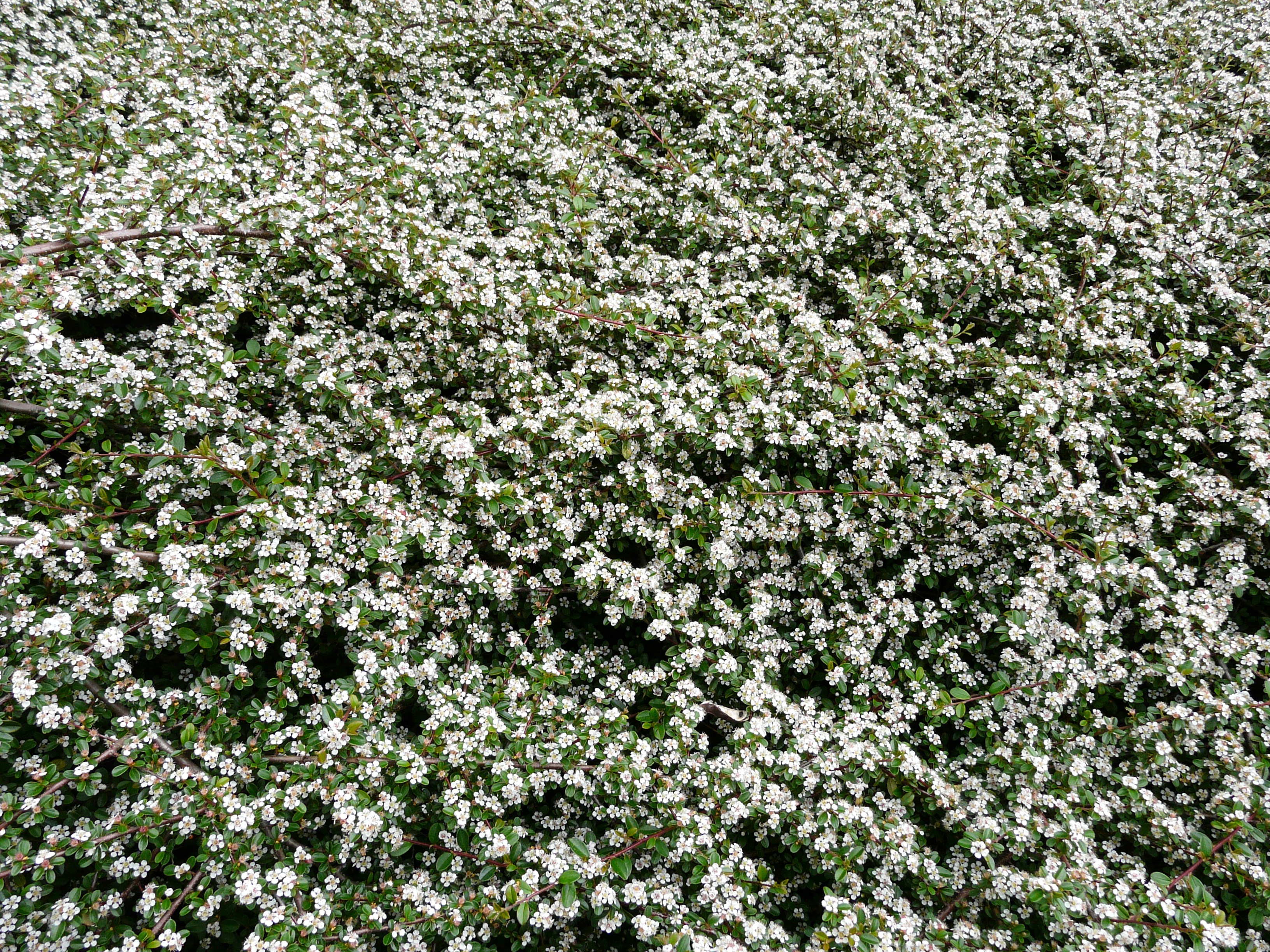
Le même en fleurs.
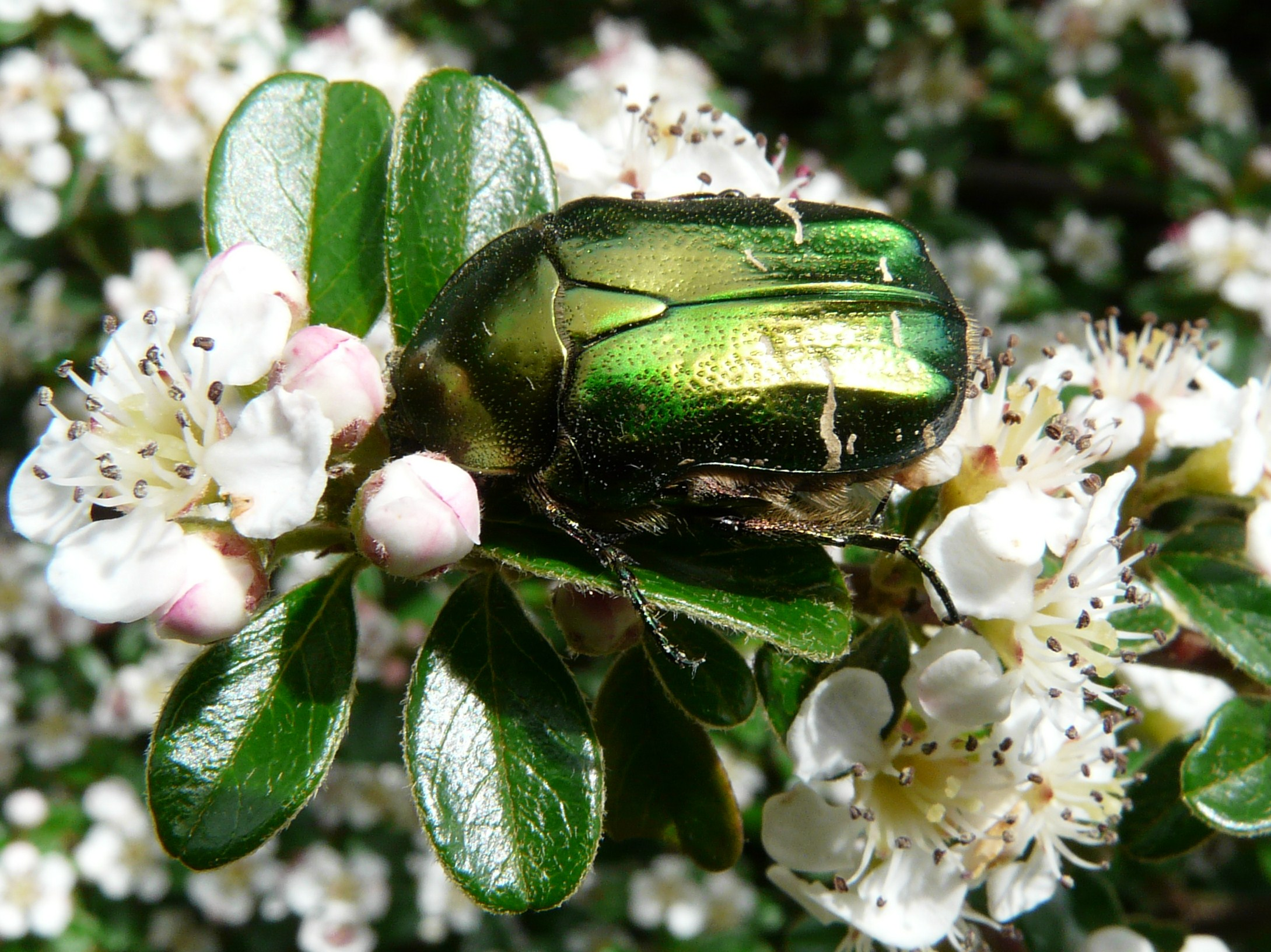
Cétoine dorée (Cetonia aurata) sur Cotoneaster dammeri.
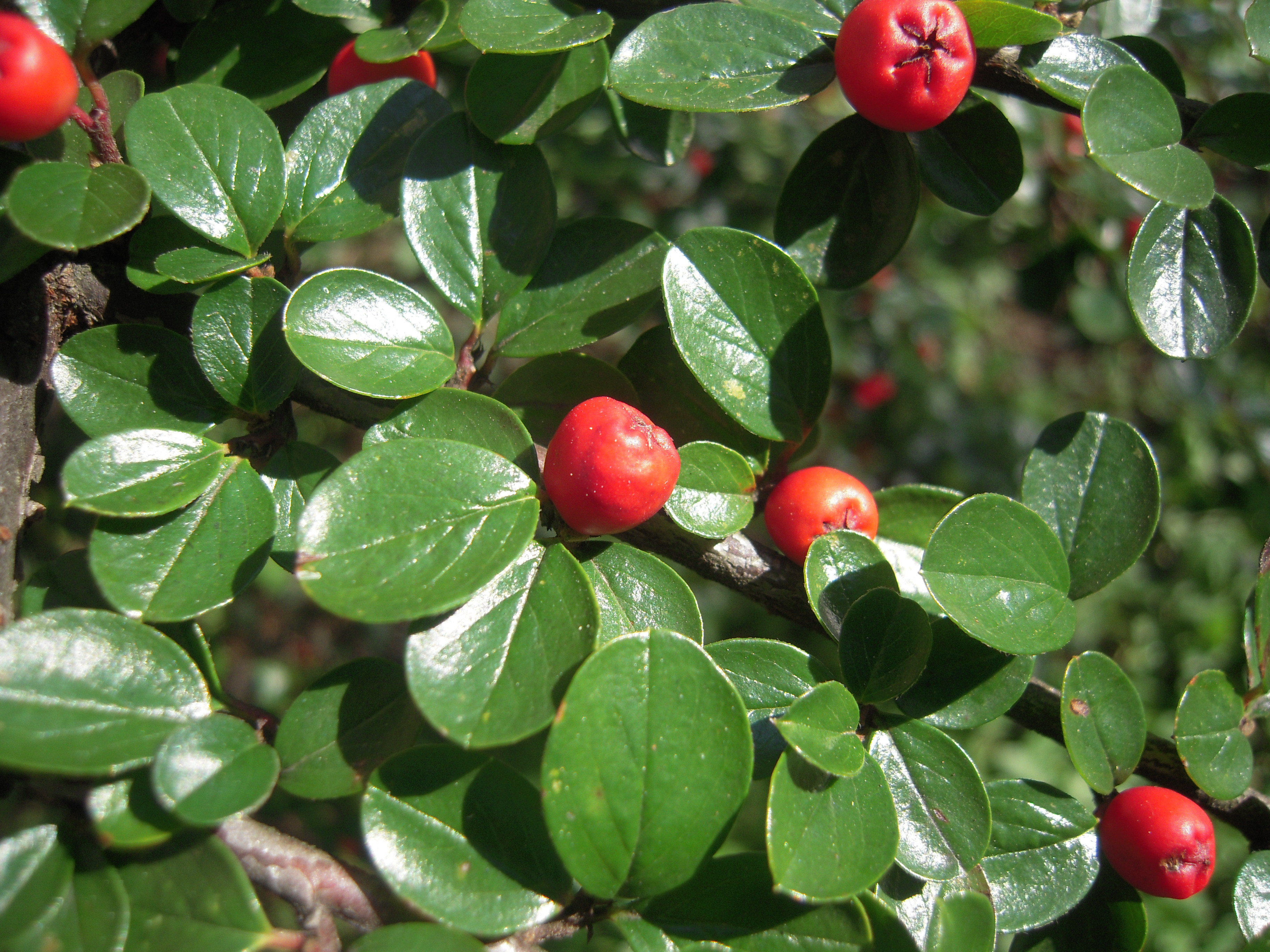
Fruits.